# Olympique Moustakbel Riadhi El Annasser
Maillots
Dernière mise à jour : 27 mars 2024.
L'Olympique Moustakbel Riadhi El Annasser(en arabe : أولمبي المستقبل الرياضي للعناصر), plus couramment abrégé en OMR El Annasser ou encore en OMR, est un club de football algérien fondé en 1962 et basé dans le quartier d'El Annasser, à Alger.

## Histoire
L'Olympique Moustakbel Riadhi El Annasser est considéré comme parmi les plus riches et possédant l'une des grandes écoles de football, surtout après l'indépendance de l'Algérie (années 1960, 1970), mais sans jamais parvenir à se hisser en Division 1 à cause de la présence du voisin le grand Chabab de cette époque-là, et servait donc de réserve de jeunes joueurs pour toutes les équipes de l’algérois.
Or, au début des années 2000 et après avoir joué pendant très longtemps en D2 et D3, l'OMR parvient enfin à accéder pour la première fois de son histoire en Division 1 mais ne tarde pas à être relégué.
Lors des dernières saisons, l'OMR bascule entre la division nationale amateur (D3) et le championnat d'Algérie Inter-Régions (D4).

## Palmarès
- Ligue 2 (1)
  - Champion : 2006.

### Palmarès des jeunes
- Coupe d'Algérie Cadets (2)
  - Vainqueur : 1973 et 1983

## Parcours

### Classement en championnat par année
- 1962-63  : Critérieum d'honneur centre, Gr.4 3e
- 1963-64  : P-H, Centre 6e
- 1964-65 : D2, D-H Centre 2e
- 1965-66 : D2, D-H Centre 4e
- 1966-67 : D3, 1re
- 1967-68 : D2, 10e
- 1968-69 : D3, 1re
- 1969-70 : D2, Gr. Centre-Est 12e
- 1970-71 : D3, ?e
- 1971-72 : D2, Centre Gr.A 7e
- 1972-73 : D2, Centre 12e
- 1973-74 : D2, Centre ?e
- 1974-75 : D2, Centre ?e
- 1975-76 : D3, 1re
- 1976-77 : D2, 5e
- 1977-78 : D2, 7e
- 1978-79 : D2, 5e
- 1979-80 : D2, Centre-Est 6e
- 1980-81 : D2, Centre-Est 11e
- 1981-82 : D2, Centre-Ouest 8e
- 1982-83 : D2, Centre-Est 8e
- 1983-84 : D2, Centre-Ouest 10e
- 1984-85 : D2, 13e
- 1985-86 : D3, 2e
- 1986-87 : D2, Centre 7e
- 1987-88 : D2, Centre 14e
- 1988-89 : D3, 10e
- 1989-90 : D3, 9e
- 1990-91 : D3, 1re
- 1991-92 : D2, Centre 8e
- 1992-93 : D2, Centre 6e
- 1993-94 : D2, Centre 5e
- 1994-95 : D2, Centre 4e
- 1995-96 : D2, Centre 2e
- 1996-97 : D2, Centre 3e
- 1997-98 : D2, Centre 9e
- 1998-99 : D2, Centre 6e
- 1999-00 : D3, 6e
- 2000-01 : D2, Cente-Est 9e
- 2001-02 : D2, Cente-Est 3e
- 2002-03 : D2, Cente-Est 4e
- 2003-04 : D2, Centre 1re
- 2004-05 : D1, Ligue 1, 14e
- 2005-06 : D2, 1re
- 2006-07 : D1, 13e
- 2007-08 : D1, 15e
- 2008-09 : D2, 17e
- 2009-10 : D3, 10e
- 2010-11 : D?, ?e
- 2011-12 : D?, ?e
- 2012-13 : D?, ?e
- 2013-14 : D?, ?e
- 2014-15 : D?, ?e
- 2015-16 : D4, ?e
- 2016-17 : D4, ?e
- 2017-18 : D?, ?e
- 2018-19 : D?, ?e
- 2019-20 : D?, ?e
- 2020-21 : D?, ?e
- 2021-22 : D?, ?e
- 2022-23  : D?,?e

### Parcours de l'OMR en coupe d'Algérie
| Saison  | Tour             | Matchs          | Résultats |
| ------- | ---------------- | --------------- | --------- |
| 1962-63 | ?                | ?               | ?         |
| 1963-64 | ?                | ?               | ?         |
| 1964-65 | ?                | ?               | ?         |
| 1965-66 | ?                | ?               | ?         |
| 1966-67 | ?                | ?               | ?         |
| 1967-68 | ?                | ?               | ?         |
| 1968-69 | ?                | ?               | ?         |
| 1969-70 | ?                | ?               | ?         |
| 1970-71 | ?                | ?               | ?         |
| 1971-72 | ?                | ?               | ?         |
| 1972-73 | ?                | ?               | ?         |
| 1973-74 | ?                | ?               | ?         |
| 1974-75 | ?                | ?               | ?         |
| 1975-76 | ?                | ?               | ?         |
| 1976-77 | ?                | ?               | ?         |
| 1977-78 | ?                | ?               | ?         |
| 1978-79 | ?                | ?               | ?         |
| 1979-80 | ?                | ?               | ?         |
| 1980-81 | ?                | ?               | ?         |
| 1981-82 | ?                | ?               | ?         |
| 1982-83 | ?                | ?               | ?         |
| 1983-84 | ?                | ?               | ?         |
| 1984-85 | 1/32 de finale   | USMBlida        | 0-1       |
| 1985-86 | ?                | ?               | ?         |
| 1986-87 | 1/32 de finale   | IRBLaghouat     | 0-1       |
| 1987-88 | ?                | ?               | ?         |
| 1988-89 | ?                | ?               | ?         |
| 1989-90 | N.J              | N.J             | N.J       |
| 1990-91 | ?                | ?               | ?         |
| 1991-92 | ?                | ?               | ?         |
| 1992-93 | N.J              | N.J             | N.J       |
| 1993-94 | ?                | ?               | ?         |
| 1994-95 | ?                | ?               | ?         |
| 1995-96 | ?                | ?               | ?         |
| 1996-97 | ?                | ?               | ?         |
| 1997-98 | 1/64 de finale   | JSBordj Ménaiél | 0-2       |
| 1998-99 | ?                | ?               | ?         |
| 1999-00 | ?                | ?               | ?         |
| 2000-01 | ?                | ?               | ?         |
| 2001-02 | ?                | ?               | ?         |
| 2002-03 | ?                | ?               | ?         |
| 2003-04 | 1/16 finale      | IRB Aflou       | 1-0       |
| 2004-05 | 1/4 finale       | WA Tlemcen      | 1-0       |
| 2005-06 | ?                | ?               | ?         |
| 2006-07 | ?                | ?               | ?         |
| 2007-08 | ?                | ?               | ?         |
| 2008-09 | ?                | ?               | ?         |
| 2009-10 | ?                | ?               | ?         |
| 2010-11 | ?                | ?               | ?         |
| 2011-12 | Avant dernier TR | Hydra AC        | 1-0       |
| 2012-13 | ?                | ?               | ?         |
| 2013-14 | ?                | ?               | ?         |
| 2014-15 | ?                | ?               | ?         |
| 2015-16 | ?                | ?               | ?         |
| 2016-17 | ?                | ?               | ?         |
| 2017-18 | ?                | ?               | ?         |
| 2018-19 | ?                | ?               | ?         |
| 2019-20 | ?                | ?               | ?         |
| 2020-21 | ?                |                 |           |
| 2021-22 | ?                |                 |           |
| 2022-23 | ?                |                 |           |
| 2023-24 | ?                |                 |           |

### Logos et couleurs
Depuis la fondation du club, ses couleurs sont le Noir et le Blanc.

Ancien logo du club
Logo actuel du club

### Joueurs emblématiques
- Hacène Lalmas
- Djilali Selmi
- Nabil Hemani
- Abdelkader Laïfaoui
- Amine Aksas
- Mohamed Naâmani
- Walid Bencherifa

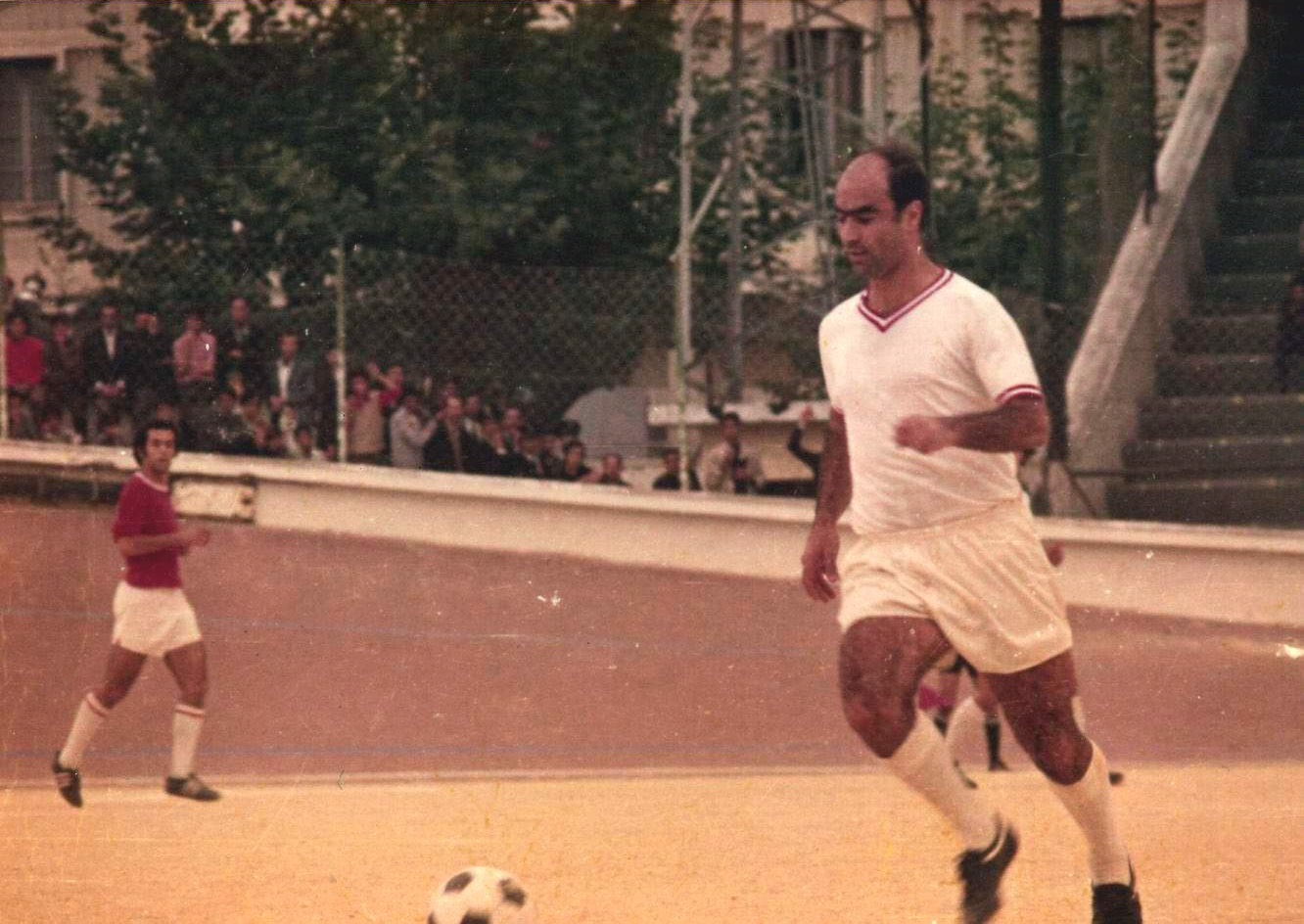
Hacène Lalmas, légende du football algérien.

## Structures du club

### Stade

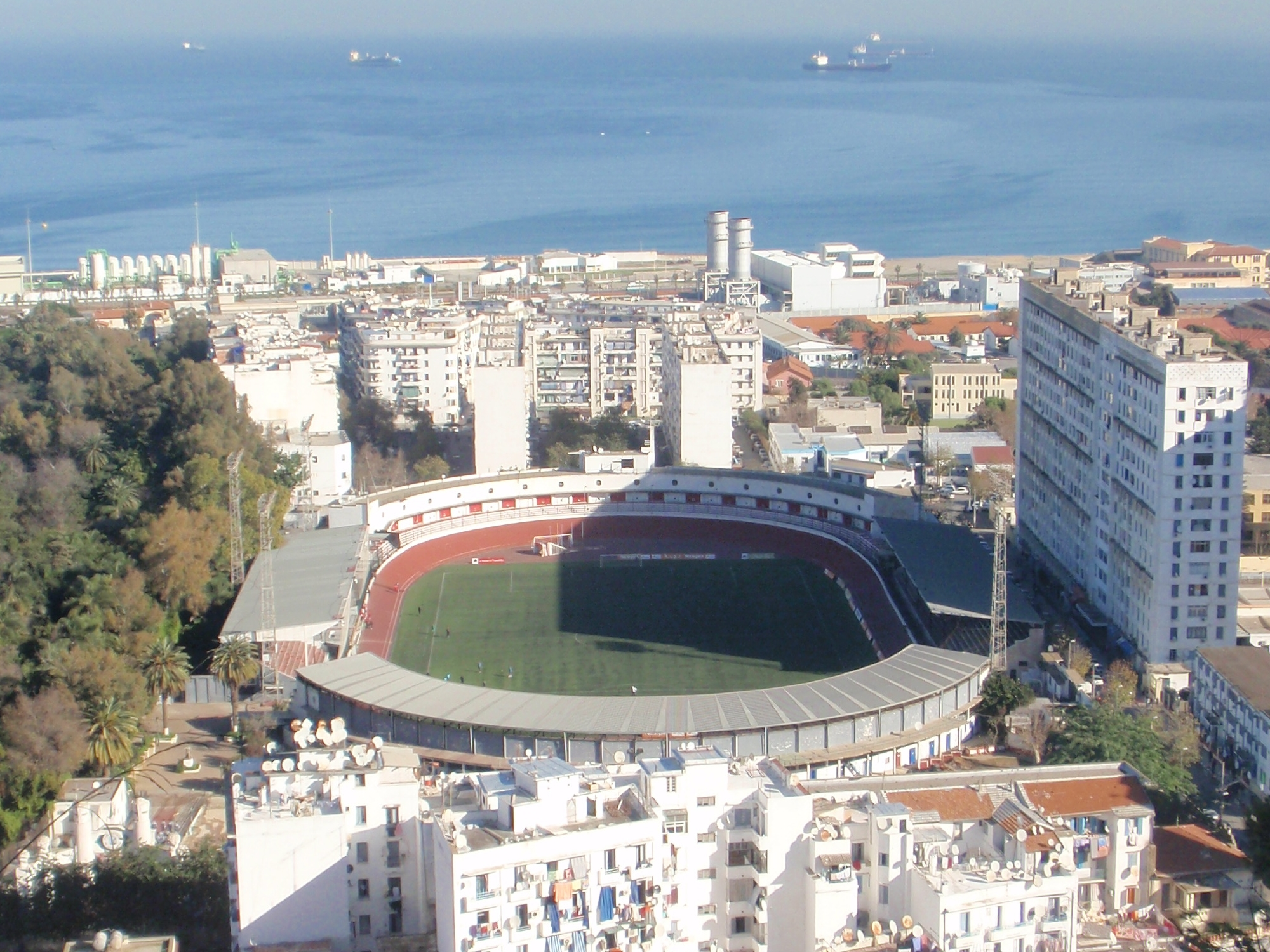
Stade du 20-Août-1955

L'OMR El Annasser joue ses matches à domicile au stade du 20-Août-1955, l'un des plus anciens stades d'Algérie qui se situe en plein centre d'Alger dans le quartier d'El Annasser ou se trouve l'OMR. Le Stade du 20-août-1955 est le stade historique de l'OMR et peut contenir jusqu'à vingt mille spectateurs. Deux autres clubs algérois y jouent leurs matchs au stade actuellement: le CR Belouizdad et le NA Hussein Dey, mais l'OMR El Annasser jouait ses matches au stade depuis 1930 avant même la création de ces deux clubs.

### Amitié et rivalité

#### Clubs rivals
- CR Belouizdad

#### Clubs amis
- NA Hussein Dey
- MC Alger